# Дендрологический сад имени В.Н. Нилова ФБУ "СевНИИЛХ"
Дендрологический сад имени В. Н. Нилова ФБУ «СевНИИЛХ» (ранее Архангельский институт леса и лесохимии — АИЛиЛХ) — дендрарий в Архангельской области России.
Дендрологический сад находится в северо-таёжном районе Европейской части Российской Федерации и расположен на территории Муниципального образования «Уемское» Приморского муниципального района Архангельской области, на правом берегу реки Юрас. Является структурным подразделением федерального бюджетного учреждения «Северный научно-исследовательский институт лесного хозяйства» (ФБУ «СевНИИЛХ»).
В настоящее время в дендрологическом саду размещены: дендрарий на площади около 12 га, участок опытно-экспериментальных работ, включающий в себя интродукционный питомник с теплицами сезонного действия для размножения растений и выращивания посадочного материала, плантации хвойных интродуцентов и танидных ив, клоновый архив тополей, селекционные участки крушиновидной облепихи и высоковитаминного шиповника, сортовые коллекции садовых культур. Около половины территории занято северо-таёжным лесом. Коллекция древесных растений насчитывает 613 видов 78 родов 30 семейств, представлена 1178 образцами, численностью около 7000 представителей флоры различного географического происхождения.

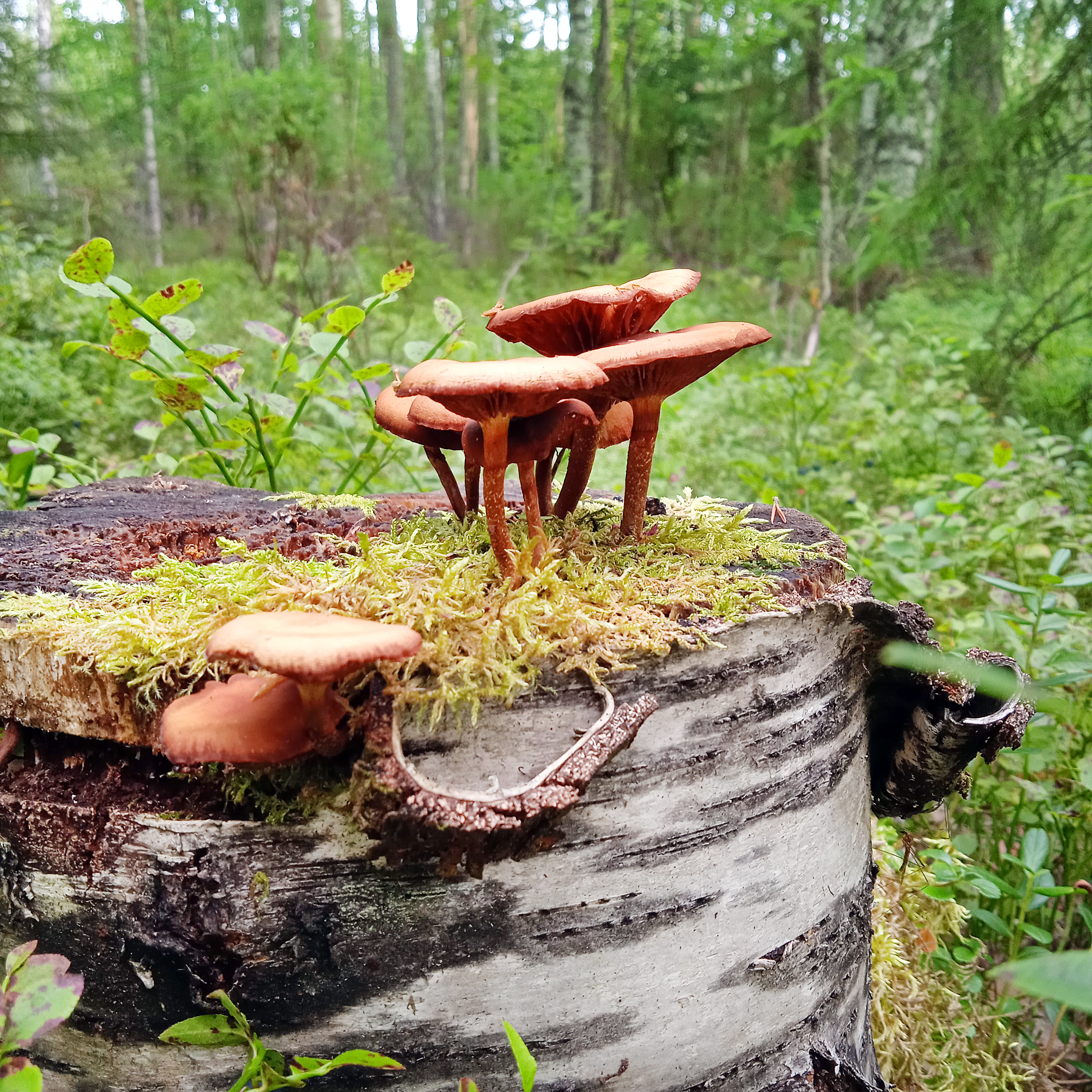

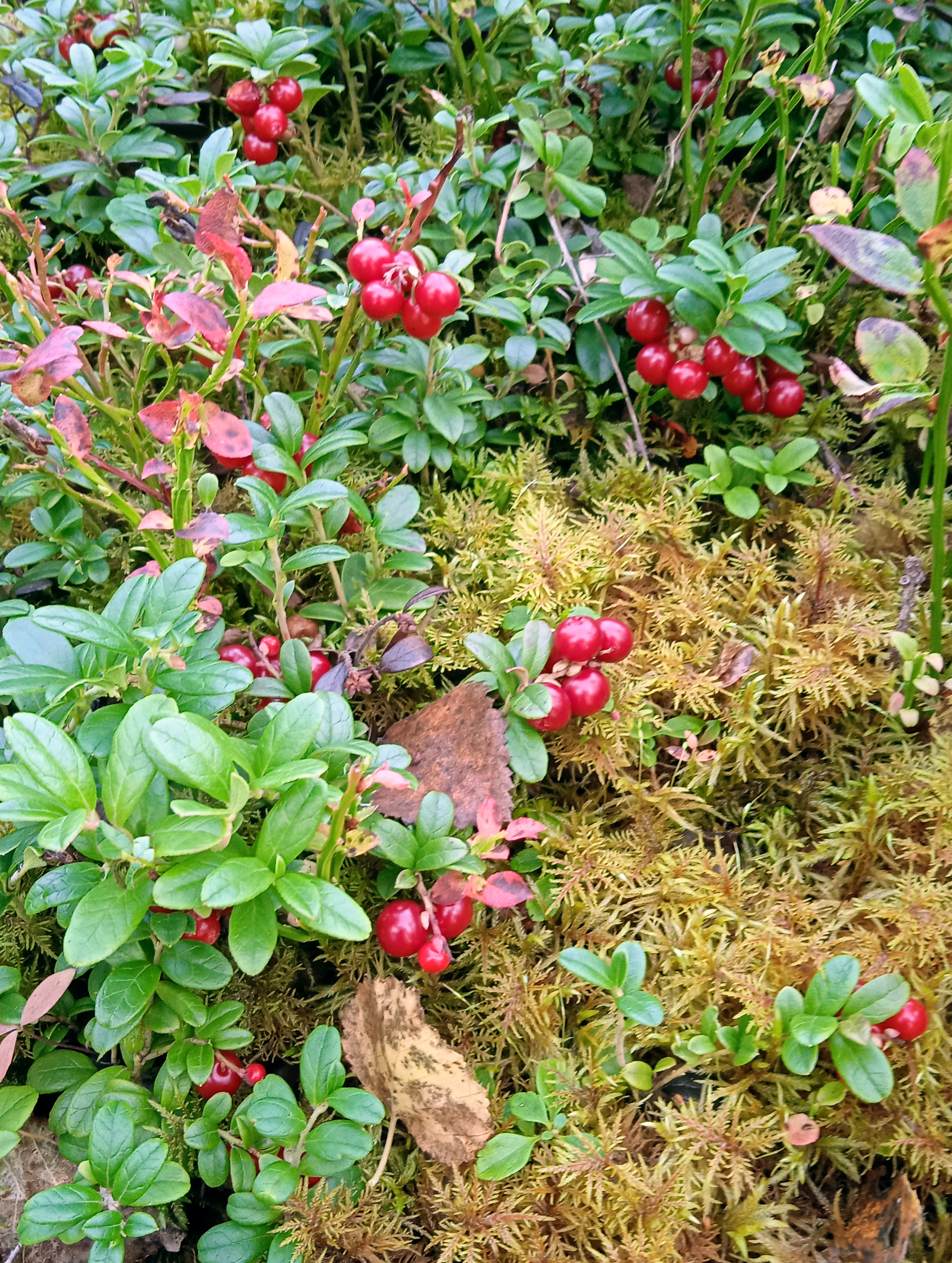

## История и работа сада
Как и полярно-альпийский ботанический сад в Мурманской области, дендрологический сад Северного (Арктического) федерального университета, дендрологический сад имени В. Н. Нилова ФБУ «СевНИИЛХ», считается старейшим интродукционным пунктом на Европейском Севере. Сад создан 29 июля 1960 года по инициативе академика ВАСХНИЛ И. С. Мелехова, как экспериментальная база института для проведения научно-исследовательских работ по интродукции и акклиматизации древесных растений на Европейском Севере России.
На основании решения Исполнительного комитета Архангельского областного Совета депутатов трудящихся от 20 июля 1960 года № 535 Институту леса и лесохимии Академии наук СССР предоставлены земли от совхоза «Архангельский» в постоянное пользование под закладку дендрологического сада и проведение научных исследований в количестве 25,0 га, в том числе 15,0 га леса и 10,0 га чистого выгона. Решениями Исполкома городского Совета народных депутатов от 22 января 1980 года № 25/7 и от 3 августа 1982 года № 268/15 института дополнительно выделены земельные участки площадью 21,4 га. Позднее на основании договора, заключённого 14 мая 1991 года за № 25л с Архангельским городским Советом народных депутатов, институту было предоставлено право временного владения земельным участком.
Распоряжением администрации муниципального образования «Приморский муниципальный район» от 27 марта 2014 года № 880р федеральному бюджетному учреждению «Северный научно-исследовательский институт лесного хозяйства» предоставлен земельный участок с кадастровым номером: 29:22:072301:2 общей площадью 450131 м². для расположения дендрологического сада. Право постоянного (бессрочного) пользования земельным участком зарегистрировано за институтом 27.05.2014 года.
В 2012 году решением Учёного Совета ФБУ «СевНИИЛХ» дендрологическому саду ФБУ «СевНИИЛХ» было присвоено имя В. Н. Нилова, известного на Севере лесовода, одного из создателей уникальной коллекции деревьев и кустарников сада.
Ознакомление с растительностью данного дендрологического сада производится на ознакомительных экскурсиях, на просветительских мероприятиях, студенческих практиках и в индивидуальном порядке.

## Охрана объекта
Охрана дендрологического сада осуществляется федеральным бюджетным учреждением «Северный научно-исследовательский институт лесного хозяйства» (ФБУ «СевНИИЛХ») по мере финансирования из федерального бюджета.